# Oberea komiyai
Oberea komiyai är en skalbaggsart som beskrevs av Kurihara och N. Ohbayashi 2006. Oberea komiyai ingår i släktet Oberea och familjen långhorningar.
Artens utbredningsområde är Taiwan. Inga underarter finns listade i Catalogue of Life.